# Boston Marathon 1923
De Boston Marathon 1923 werd gelopen op donderdag 19 april 1923. Het was de 27e editie van deze marathon. De Amerikaan Clarence DeMar kwam als eerste over de streep in 2:23.47,4. 
Evenals in voorgaande jaren was het parcours, ten opzichte van de sinds de Olympische Spelen van 1908 gevestigde opvatting dat de marathon een lengte van 42,195 km hoorde te hebben, te kort. Het was namelijk slechts 38,51 km lang.

## Uitslag
| rang   | naam                      | land | tijd      |
| ------ | ------------------------- | ---- | --------- |
| Goud   | Clarence DeMar            | USA  | 2:23.47,4 |
| Zilver | Frank Zuna                | USA  | 2:25.03,4 |
| Brons  | Henning Waldemar Karlsson | SWE  | 2:27.20,8 |
| 4      | Albert Michelsen          | USA  | 2:28.27,4 |
| 5      | Gunnar Nilson             | SWE  | 2:29.40,6 |
| 7      | Carl Linder               | USA  | 2:30.03   |
| 8      | William Kennedy           | USA  | 2:33.47   |
| 9      | Joseph Conto              | USA  | 2:38.20   |
| 10     | Arthur Flanders           | USA  | 2:40.41   |

1897 ·
1898 ·
1899 ·
1900 ·
1901 ·
1902 ·
1903 ·
1904 ·
1905 ·
1906 ·
1907 ·
1908 ·
1909 ·
1910 ·
1911 ·
1912 ·
1913 ·
1914 ·
1915 ·
1916 ·
1917 ·
1918 ·
1919 ·
1920 ·
1921 ·
1922 ·
1923 ·
1924 ·
1925 ·
1926 ·
1927 ·
1928 ·
1929 ·
1930 ·
1931 ·
1932 ·
1933 ·
1934 ·
1935 ·
1936 ·
1937 ·
1938 ·
1939 ·
1940 ·
1941 ·
1942 ·
1943 ·
1944 ·
1945 ·
1946 ·
1947 ·
1948 ·
1949 ·
1950 ·
1951 ·
1952 ·
1953 ·
1954 ·
1955 ·
1956 ·
1957 ·
1958 ·
1959 ·
1960 ·
1961 ·
1962 ·
1963 ·
1964 ·
1965 ·
1966 ·
1967 ·
1968 ·
1969 ·
1970 ·
1971 ·
1972 ·
1973 ·
1974 ·
1975 ·
1976 ·
1977 ·
1978 ·
1979 ·
1980 ·
1981 ·
1982 ·
1983 ·
1984 ·
1985 ·
1986 ·
1987 ·
1988 ·
1989 ·
1990 ·
1991 ·
1992 ·
1993 ·
1994 ·
1995 ·
1996 ·
1997 ·
1998 ·
1999 ·
2000 ·
2001 ·
2002 ·
2003 ·
2004 ·
2005 ·
2006 ·
2007 ·
2008 ·
2009 ·
2010 ·
2011 ·
2012 ·
2013 ·
2014 ·
2015 ·
2016 ·
2017 ·
2018 ·
2019 ·
2020 ·
2021 ·
2022